# Dorfkirche Seeburg

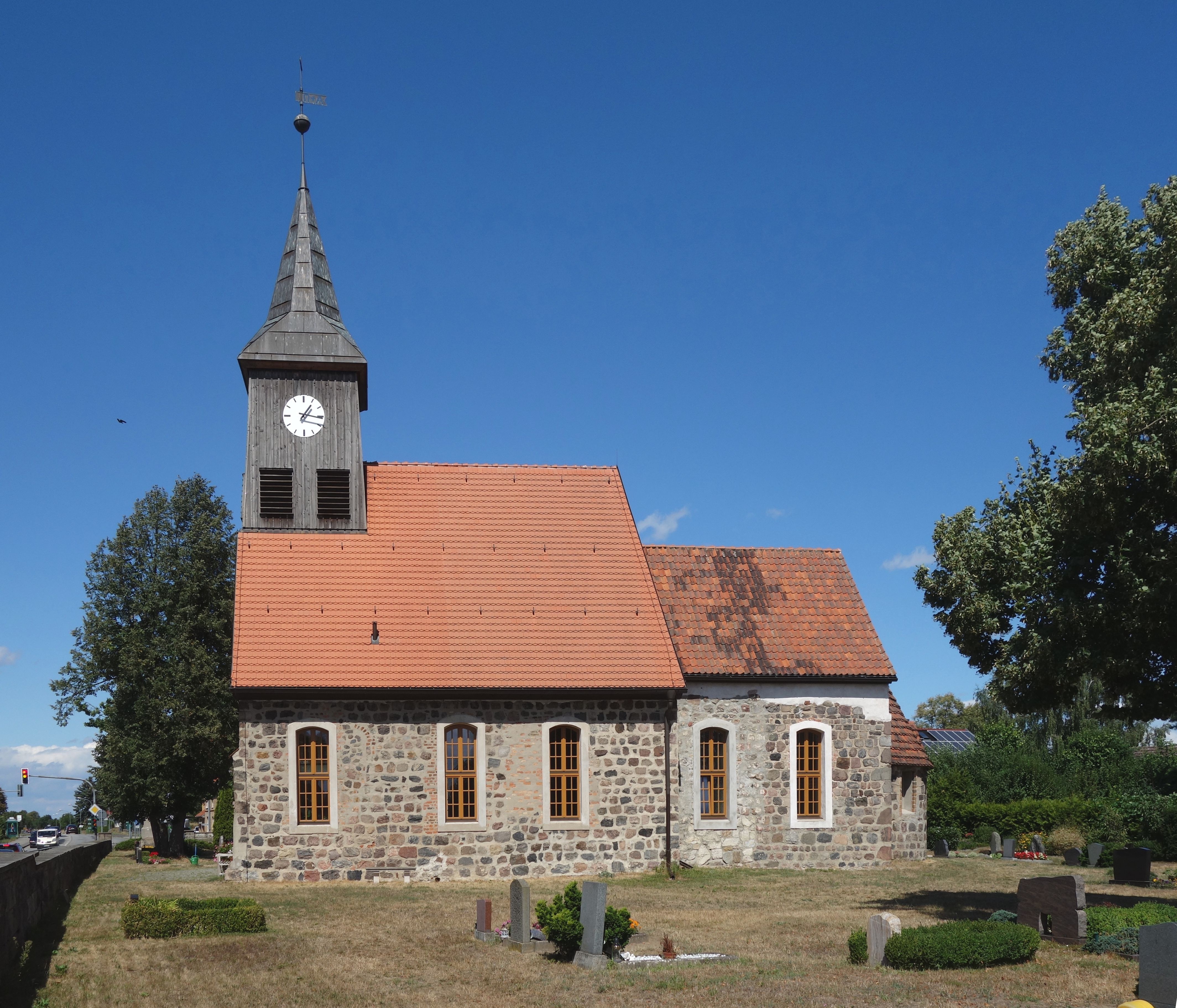
Südseite der Dorfkirche Seeburg (2018)

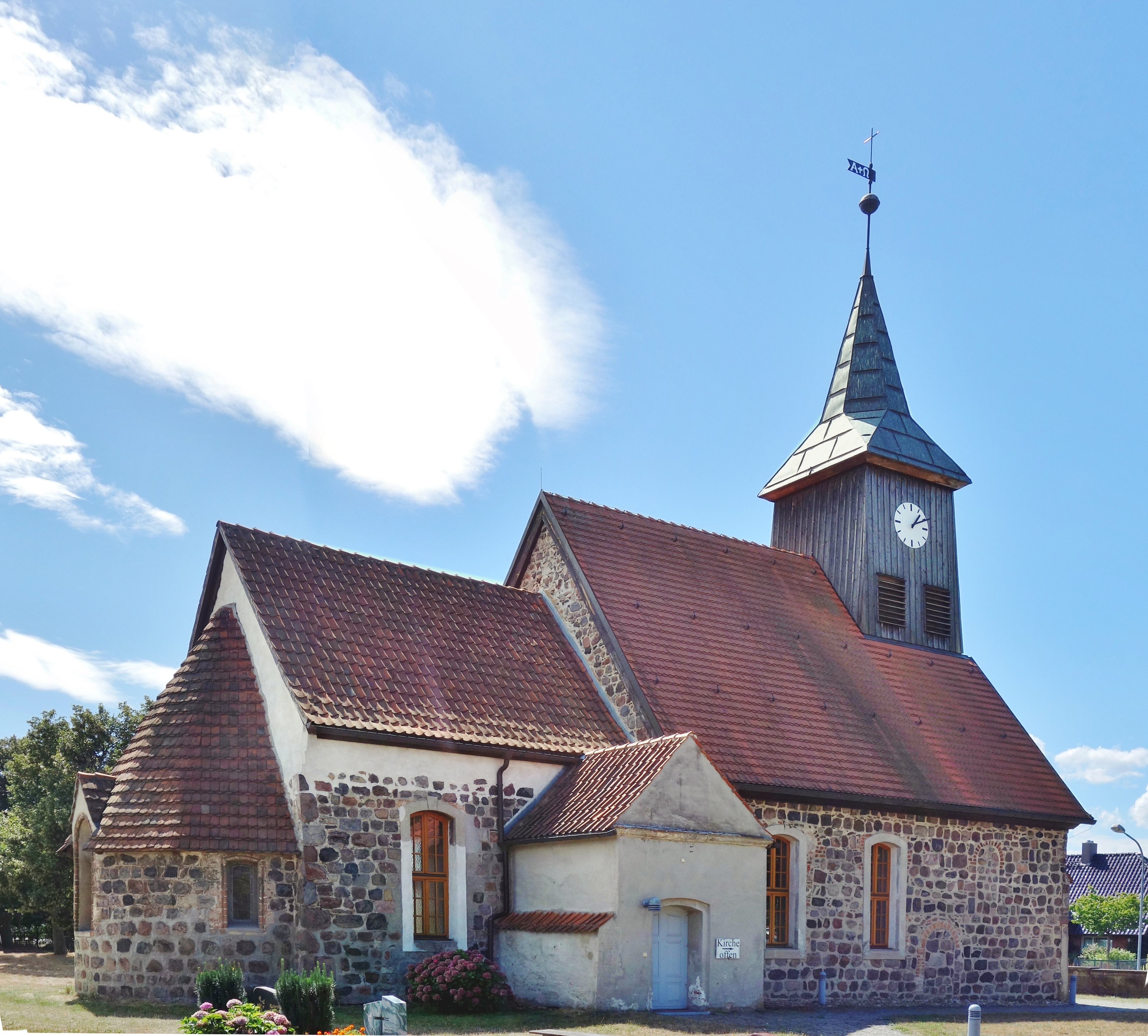
Ansicht von Nordosten mit Apsis und Chor (2018)

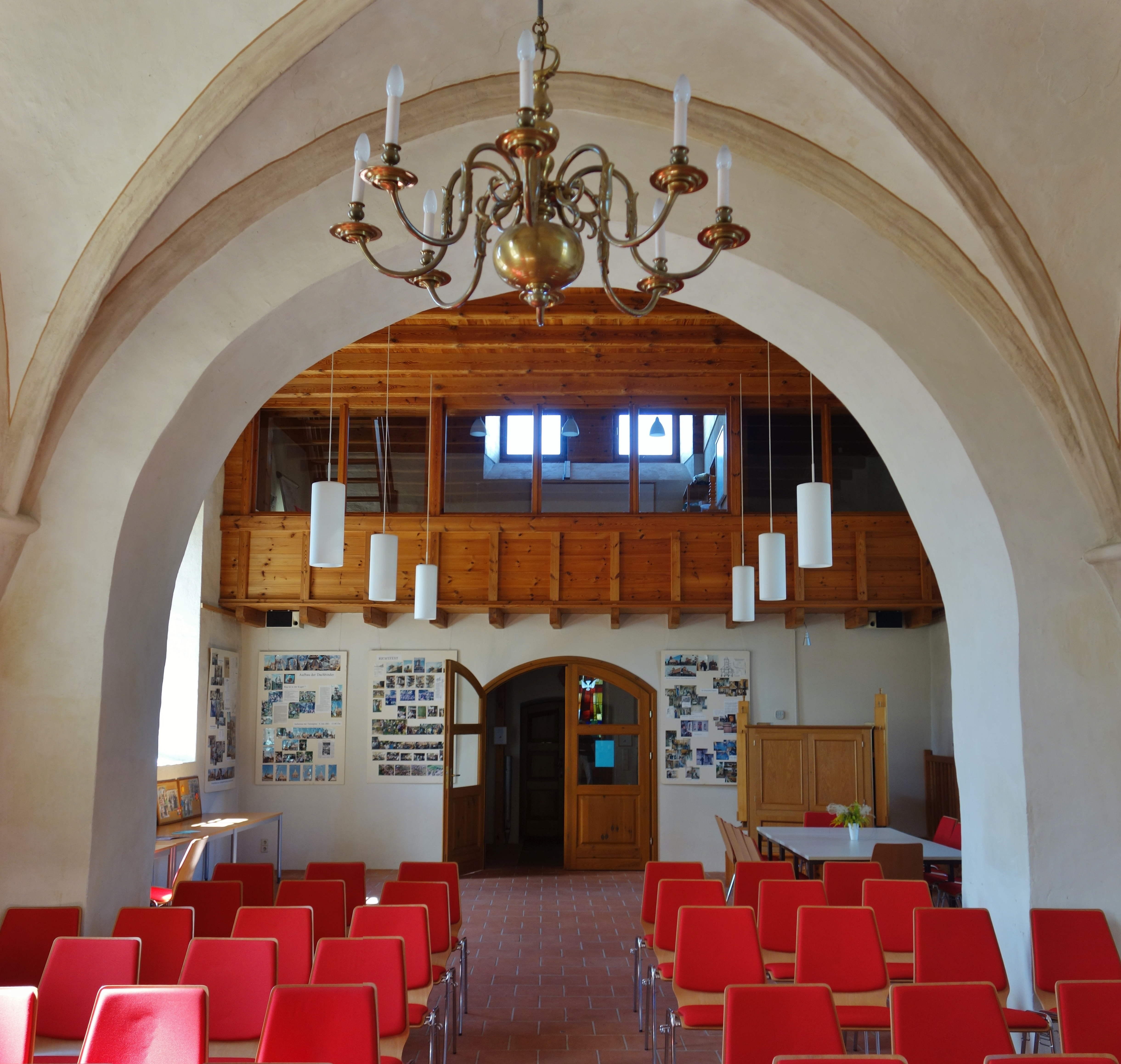
Innenraum (2018)

Die Dorfkirche Seeburg ist ein denkmalgeschütztes evangelisches Kirchengebäude im Ortsteil Seeburg der Gemeinde Dallgow-Döberitz im Landkreis Havelland in Brandenburg. Die Kirche steht in der Potsdamer Chaussee 15 a und gehört der Kirchengemeinde Seeburg im Kirchenkreis Falkensee, einem Teil der Evangelischen Kirche Berlin-Brandenburg-schlesische Oberlausitz. Vom Denkmalschutz erfasst sind auch der Kirchhof und die umgebende Mauer.

## Architektur und Geschichte
Die Saalkirche wurde Anfang des 13. Jahrhunderts als massiver Feldsteinbau fertiggestellt. Es wird jedoch davon ausgegangen, dass der Baubeginn deutlich vor dem Jahr 1200 lag. Hierauf deutet insbesondere die altertümliche Mauertechnik des Kirchenschiffs hin. Im 15. und 16. Jahrhundert kam es zu verschiedenen Umbauten, bei denen ein Rippengewölbe hinzugefügt und Apsisfenster vergrößert wurden. Aus dieser Zeit stammt auch die Sakristei an der Chornordseite, die auf das Jahr 1554 datiert ist. 1695 wurde im Zuge eines Wiederaufbaus nach dem Dreißigjährigen Krieg ein barocker Altar errichtet; 1715 erhielt die Kirche eine neue Empore und eine neue Bestuhlung. Am Ende des Zweiten Weltkriegs war die Kirche fast vollständig zerstört. Die Ostteile wurden ab 1945 in einem dreijährigen Prozess wiederaufgebaut. Die Kleinorgel wurde 2005 von Bruno R. Döring erbaut. Sie verfügt über vier Register auf einem Manual und angehängtem Pedal.
Die Rekonstruktion des Dachs auf dem Kirchenschiff und des Kirchturms erfolgte erst zu Beginn des 21. Jahrhunderts.